# Diaporthe phillyreae
Diaporthe phillyreae är en svampart som beskrevs av Cooke 1879. Diaporthe phillyreae ingår i släktet Diaporthe och familjen Diaporthaceae.   Inga underarter finns listade i Catalogue of Life.